# Mãe só há uma
Mãe só há uma (Engels: Don't Call Me Son) is een Braziliaanse film uit 2016, geschreven en geregisseerd door Anna Muylaert. De film ging op 12 februari in première op het Internationaal filmfestival van Berlijn.

## Verhaal
Pierre is een zeventienjarige jongen, volop in zijn puberteit. Hij speelt in een band, heeft seks op feestjes en doet in het geheim voor de spiegel vrouwenkleren en lippenstift op. Sinds de dood van zijn vader worden hij en zijn jongere zuster Jacqueline verwend door hun moeder Aracy. Maar dan stort zijn wereld in wanneer hij ontdekt dat hij door Aracy als baby gestolen werd in het hospitaal en zijn moeder gearresteerd wordt. Zijn biologische ouders, Glória en Matheus waren zeventien jaar lang op zoek naar hem en willen nu de verloren tijd inhalen met hun oudste zoon, die ze Felipe genoemd hebben. Pierre/Felipe trekt in bij zijn nieuwe familie, kritisch geobserveerd door zijn jongere broer Joca. Hij probeert aan de wensen van zijn nieuwe ouders te voldoen maar heeft een andere mening toegedaan over zijn eigen toekomst.

## Rolverdeling
| Acteur               | Personage     |
| -------------------- | ------------- |
| Naomi Nero           | Pierre/Felipe |
| Daniel Botelho       | Joca          |
| Dani Nefusi          | Aracy/Glória  |
| Matheus Nachtergaele | Matheus       |
| Lais Dias            | Jacqueline    |
| Luciano Paes         | Tia Yara      |
| Helena Albergaria    | Sueli         |
| Luciano Bortoluzzi   | Walmissa      |

## Prijzen en nominaties
De belangrijkste:
| Jaar | Prijs       | Categorie                           | Genomineerde(n) | Uitslag  |
| ---- | ----------- | ----------------------------------- | --------------- | -------- |
| 2016 | Teddy Award | Männer Magazine Readers' Jury Award | Anna Muylaert   | Gewonnen |